# Kápolnásnyék
Kápolnásnyék je vas na Madžarskem, ki upravno spada pod podregijo Gárdonyi Županije Fejér.